# The Battle House Renaissance Mobile Hotel & Spa
The Battle House Renaissance Mobile Hotel & Spa est un hôtel américain situé à Mobile, en Alabama. Installé dans un bâtiment inscrit au Registre national des lieux historiques le 19 août 1975, cet établissement ouvert en 1852 est membre des Historic Hotels of America depuis 2009 et des Historic Hotels Worldwide depuis 2014.